# Sophie Juliane von Schwerin
Sophie Juliane von Schwerin, zwana Tante Julchen (ur. 1694, zm. 1755) – niemiecka szlachcianka, siostra pruskiego feldmarszałka Kurta Christopha von Schwerina oraz urzędnika i dyplomaty Hansa Bogislava von Schwerina. Pozostając niezamężna, w 1721 przejęła po drugim z braci administrowanie dobrami putzarskimi Schwerinów, w których skład wchodził m.in. folwark Hagedorn (który przemianowany został na cześć Sophie Juliane na Sophienhof). W 1747 kazała w okolicy Boldekow wybudować młyn (wodny i wiatrowy), od którego przejęła nazwę okolica (Bornmühl) z podziemnym dojściem, a obok niego urządziła ogród kwiatowy, w którym trzymano rzadkie okazy ptaków. W miejscowości Sarnow nadzorowała od 1752 budowę (oddany do użytku w 1755, już po jej śmierci) ufundowanego przez brata domu dla osób starych, niezdolnych do pracy (określany mianem klasztoru) wraz z kaplicą i szkołą.